# ويتني بليك
ويتني بليك (بالإنجليزية: Whitney Blake)‏ هي مخرجة وممثلة أمريكية، ولدت في 20 فبراير 1926 في إيغل روك في الولايات المتحدة، وتوفيت في 28 سبتمبر 2002 في إدغارتاون في الولايات المتحدة بسبب سرطان المريء.

## أعمال

### مسلسلات
- باتمان
- هازل
- ون داي آت أتايم

## وصلات خارجية
- ويتني بليك على موقع IMDb (الإنجليزية)
- ويتني بليك على موقع أول موفي (الإنجليزية)
- ويتني بليك على موقع قاعدة بيانات الأفلام السويدية (السويدية)
- ويتني بليك على موقع إن إن دي بي (الإنجليزية)
- ويتني بليك على موقع قاعدة بيانات الفيلم (الإنجليزية)
- ويتني بليك على موقع كينوبويسك (الروسية)